# Irving Johnson
Irving McClure Johnson (Hadley (Massachusetts), 4 juli 1905 - aldaar, 2 januari 1991) was een Amerikaanse zeiler, avonturier, docent en schrijver.

## Loopbaan als schipper
Johnson was boerenzoon maar leerde zeilen op een riviertje bij de boerderij van zijn ouders. Hij ging in 1926 varen bij de koopvaardij en werkte als bemanningslid en schipper op verschillende jachten, waaronder de Charmian van Newcomb Carlton, de president van Western Union. Dit leidde tot de mogelijkheid om als meewerkend passagier mee te varen op de Duitse viermastbark Peking, die tussen 1974 en 2016 lag aangemeerd bij South Street Seaport in New York. Op dit schip zeilde hij in 1929 in 93 dagen van Duitsland naar Chili, waarbij Kaap Hoorn werd gerond. Hij was een amateurfilmer en zijn opnamen op de Peking leidden tot de stomme film Around Cape Horn, waarbij Johnson in 1980 de tekst insprak.
Tijdens zijn werk als stuurman aan boord van de Wander Bird ontmoette Johnson (Harriet) Electa "Exy" Search (1909-2004) met wie hij in 1932 trouwde en later twee zoons kreeg, Arthur en Robert.
De Johnsons zeilden zeven keer rond de wereld rond op twee schepen, beide met de naam Yankee, elke reis met 28 betalende bemanningsleden, onderwie veel studenten. De reis, die begon en eindigde in Gloucester (Massachusetts) duurde precies 18 maanden.

### Yankee1
De eerste Yankee, gekocht in 1933, was een Nederlandse loodsschoener die voor ze haar nieuwe naam kreeg, de Texel heette. Op dit schip voer, voordat hij acteur werd, Sterling Hayden mee als stuurman. Met deze 28 meter lange schoener voer het echtpaar tussen 1933 en 1941 drie keer de wereld rond.

### Yankee2
De Johnsons kochten hun tweede Yankee in 1947. Dit keer ging het om een Duitse loodsschoener die de Johnsons ombouwden tot een bijna dertig meter lange brigantijn. Hiermee voeren ze tussen 1947 en 1958 vier keer de wereld rond.

### Yankee3
De laatste Yankee liet het echtpaar voor een kwart miljoen gulden bouwen bij de jachtwerf Westhaven aan de Vredeweg 51 in Zaandam.  Deze werf heeft maar kort bestaan. Ze werd in 1957 opgericht door H. S. M. Kornman toen hij uit Indonesië terugkeerde waar hij als scheepsbouwer had gewerkt. De jachtwerf bouwde vooral schepen voor buitenlanders. Het werk voor de binnenlandse markt bestond voornamelijk uit reparaties. De twee andere directeuren waren J. Meintser en J. Posius. Deze derde Yankee was een ruim vijftien meter lange kits, bestemd voor het varen op de Europese rivieren en binnenwateren. Het schip was ontworpen door Irving zelf en de Amerikaanse jachtontwerper Olin Stephens (1908-2008) van de jachtbouwers Sparkman & Stephens, die de romp en het zeilplan tekende en alle berekeningen maakte.
De Amerikaan Wally Byam, die de camper in de Verenigde Staten populair had gemaakt en bekend stond als de 'koning van de caravans', liet in 1960 bij Westhaven een zusterschip van de Yankee bouwen. Het mocht de werf niet baten, want ze ging in 1962 failliet nadat tegen de drie directeuren een proces-verbaal was opgemaakt wegens omkoping van een gemeenteambtenaar

## Tweede Wereldoorlog
Op aandringen van Bill Donovan, die  hoofd zou worden van de voorganger van de OSS, sloot Johnson zich in 1941 aan bij de U.S. Navy en bevond zich in Pearl Harbor op de dag van de aanval. Zijn kennis van het zuidelijk deel van de Stille Oceaan maakte hem tot een logische keuze om de Pacific Fleet te adviseren over de getijden, deining, stromen, diepten en (ondieptes) rond de verraderlijke rifs en atols van de Stille Zuidzee. Uiteindelijk werd hij commandant van de USS Sumner, waarmee hij potentiële havens voor Amerikaanse marineschepen verkende en sloopwerkzaamheden onder water uitvoerde om sommige havens te verbeteren. Hij dook ook naar gezonken Japanse schepen, op zoek naar geheime Japanse documenten. Een succes was een kaart van de mijnenvelden rond Japanse havens.

## Aan wal
Johnson gaf zijn hele leven voorlichting aan het publiek over de zeilsport en de oude zeilvaart, waarbij hij zijn film Around Cape Horn liet zien. Johnson begeleidde ook zeiler Jim Stoll, die een van de directeuren werd van de Flint School. 
Het Los Angeles Maritime Institute heeft de Johnsons geëerd door twee zusterschepen (beide brigantijnen) die het gebruikte voor zijn opleiding van jonge zeilers, naar beide Johnsons te vernoemen, de Irving Johnson en de Exy Johnson. Exy Johnson hield tot haar dood in 2004 toezicht op de bouw van beide schepen.

## Nederlandse bemanningsleden van deYankee
Voor zover bekend hebben twee Nederlanders aangemonsterd op de Yankee:
- Daniel François Marie ("Daan") Hubrecht (1909 - 1972), een zoon van de sterrenkundige en voormalig Nederlandse gezant in Rio de Janeiro, Boekarest en Rome, dr. Jan Bastiaan Hubrecht (Utrecht, 13 april 1883 - Doorn, 13 december 1978). Daan Hubrecht was met de zee vertrouwd, want als twintiger redde hij begin 1932 de president van de Braziliaanse staatsbank Banco do Brasil van een verdrinkingsdood voor het strand van Copacabana.[13][14]
- Jop Dutilh (Amsterdam, 26 augustus 1919 - 1944), die tussen oktober 1939 en april 1941 met de derde tocht van de eerste Yankee rond de wereld zeilde, waarna hij gedurende de Tweede Wereldoorlog in Nederlands-Indië als stuurmansleerling en vervolgens als vierde stuurman werkte voor de Rotterdamsche Lloyd. Op 19 juni 1944 werd zijn schip, de Garoet, getorpedeerd, waarbij hij de dood vond. Zijn dagboek van de tocht met de Yankee is in 2006 bezorgd en van een inleiding voorzien door Frans Luidinga.[15] In 2006 hield het Museum Rotterdam '40-'45 NU  een expositie over het korte leven van de Rotterdammer, getiteld "Varen in oorlogstijd, rond de wereld en in Indie".[16] Daar werd ook de film vertoond die hij maakte over het leven aan boord van de Yankee.

## Loopbaan als schrijver en filmer
Veel van de reizen van de Johnsons zijn gedocumenteerd in hun boeken, uitgegeven door W. W. Norton & Company in New York, en artikelen voor de National Geographic en films geproduceerd door de National Geographic Society.

### Films
- Yankee Sails Across Europe (National Geographic Society, 1967)
- Voyage of the Brigantine Yankee (National Geographic Society, 1968)
- Irving Johnson: High Seas Adventurer (National Geographic Society, 1985)
- Around Cape Horn (Mystic Seaport, 1985) (from original 16 mm footage shot by Irving Johnson, 1929)
- Unfurling the World: The Voyages of Irving and Electa Johnson (Mystic Seaport, 2012

## Over Irving en Electa Johnson
- Alfonso A. Narvaez, 'Irving M. Johnson, Who Wrote of Trips At Sea, Is Dead at 85', The New York Times, 3 januari 1991
- Frans Luidinga, Varen rond de wereld in oorlogstijd. De reizen van Jop Dutilth (1919-1944), Zutphen, 2006

## Archief
Het uitgebreide archief (24 dozen) van beide Johnsons bevindt zich in de Collections Research Center van het Mystic Seaport Museum in Mystic, Connecticut.